# Projeto Bateman
O Projeto Bateman (em inglês:  Bateman Manuscript Project) foi um grande esforço de coleta e compilação enciclopédica da teoria matemática das funções especiais. Resultou na publicação de cinco volumes de referência fundamentais, editados por Arthur Erdélyi.
A teoria das funções especiais foi uma atividade central do campo da matemática aplicada, da metade do século XIX até o advento dos computadores de alto desempenho. As propriedades intrincadas dos harmônicos esféricos, funções elípticas e outras classes de solução de problemas da física matemática, astronomia e ciências físicas em geral, não são fáceis de documentar completamente sem uma teoria que explique suas inter-relações.
Harry Bateman, um conhecido matemático aplicado, empreendeu a tarefa um tanto quixotesca de tentar agrupar o conteúdo de uma tão vasta literatura. Na sua morte em 1946 seus manuscritos desde projeto ainda estavam "bagunçados". A publicação de uma versão editada proviria textos sobre funções especiais mais atuais que, por exemplo, o clássico Whittaker & Watson.
Os volumes ficaram fora de catálogos durante muitos anos, e o copyright foi revertido para o Instituto de Tecnologia da Califórnia, que os renovou no início da década de 1980. A Dover Publications planejou uma reimpressão para publicação em 2007, mas isto não aconteceu. Em 2011 o Instituto de Tecnologia da Califórnia concedeu permissão para que os volumes fossem escaneados e disponibilizados ao público.
No projeto esteve envolvido também o matemático Wilhelm Magnus.